# مونبارد
مونبارد، (بالإنجليزية: Montbard)‏، نطق (الفرنسية: mɔ̃.baʁ)، هي إحدى المقاطعات الفرعية التابعة لقرية كوت ديفوار، في منطقة بورغون، في شرق فرنسا.

## توأمة
لمونبارد اتفاقيات توأمة مع كل من:
- Couvin [الإنجليزية]‏
- Ubstadt-Weiher [الإنجليزية]‏

## أعلام
- جورج دي بوفون
- جان باتيست كلود أوجين ويليام